# Klaffen
Der Klaffen ist ein 1829 m ü. NHN hoher östlich des Krottenkopfs gelegener Gipfel im Estergebirge in den Bayerischen Voralpen. Er liegt in dem vom Oberen Michelfeld ausgehenden, nach Osten streichenden latschenbewachsenen Zug, in dem sich auch das Wallgauer Eck erhebt.

## Alpinismus
Der Berg wird von der Lochtalalm in einer Dreiviertelstunde erreicht. Er kann auch über den Walchenseer Steig von Wallgau oder von Einsiedl am Walchensee aus dem Wildseetal über die Kuhalm bestiegen werden. Der freie Gipfel des Klaffen bietet gute Aussichtsmöglichkeiten.